# Vitalija Ďjačenková
Vitalija Ďjačenková (rusky: Виталия Дьяченко, * 2. srpna 1990 Soči) je ruská profesionální tenistka. Ve své dosavadní kariéře na okruhu WTA Tour vyhrála jeden deblový turnaj. V sérii WTA 125K vybojovala tři singlové trofeje. V rámci okruhu ITF získala čtyřiadvacet titulů ve dvouhře a čtrnáct ve čtyřhře.
Na žebříčku WTA byla ve dvouhře nejvýše klasifikována v listopadu 2014 na 71. místě a ve čtyřhře pak v únoru 2011 na 60. místě. Trénuje ji Ir Garry Cahill.
V ruském fedcupovém týmu debutovala v roce 2015 krakovským čtvrtfinálem Světové skupiny proti Polsku, v němž s Anastasijí Pavljučenkovovou vyhrála závěrečnou čtyřhru nad párem Klaudia Jansová-Ignaciková a Alicja Rosolská. Rusky zvítězily 4:0 na zápasy. Do července 2021 v soutěži nastoupila k jedinému mezistátnímu utkání s bilancí 0–0 ve dvouhře a 1–0 ve čtyřhře.
Na grandslamu se nejdále probojovala do třetího kola ve Wimbledonu 2018, když zvládla projít tříkolovou kvalifikací. Přes zranění na úvod londýnské dvouhry vyřadila světovou dvaadvacítku Marii Šarapovovou a poté Američanku Sofii Keninovou. Ve třetím kole její cestu soutěží ukončila dvanáctá nasazená Lotyška Jeļena Ostapenková ve dvou setech.
Na Letní univerziádě 2009 v Bělehradu vyhrála s Jekatěrinou Makarovovou zlatou medaili ve čtyřhře po finálovém vítězství nad Polkami Jansovou s Rosolskou. Stala se také členkou ruského vítězného týmu.
V průběhu kariéry se opakovaně potýkala se zraněními. Od čtrnácti let nehrála dvě sezóny pro poranění pravého ramena. K tenisu se vrátila v sedmnácti letech. Po tříleté peripetii s předním zkříženým vazem prolomila na žebříčku WTA hranici světové stovky a vyhrála deblovou trofej na Tashkent Open 2011. Během čtyřhry na říjnovém Kremlin Cupu 2011 si však přivodila zranění kolena, které ji vyřadilo na půl roku ze hry. Na jaře 2015 si poranila Achillovu šlachu. Po operaci uspěchala návrat a obnovila si zranění. Na US Open 2015 byla nucena skrečovat zápas úvodního kola proti Sereně Williamsové.

## Finále na okruhu WTA Tour
| Legenda                           |
| --------------------------------- |
| D – dvouhra; Č – čtyřhra          |
| Grand Slam (0)                    |
| Turnaj mistryň (0)                |
| Premier Mandatory & Premier 5 (0) |
| Premier (0)                       |
| International (1–6 Č)             |

### Čtyřhra: 7 (1–6)
| Stav       | č. | datum       | turnaj               | povrch    | spoluhráčka              | soupeřky ve finále                           | výsledek              |
| ---------- | -- | ----------- | -------------------- | --------- | ------------------------ | -------------------------------------------- | --------------------- |
| Finalistka | 1. | únor 2009   | Pattaya, Thajsko     | tvrdý     | Julia Bejgelzimerová     | Jaroslava Švedovová Tamarine Tanasugarnová   | 3–6, 2–6              |
| Finalistka | 2. | září 2009   | Taškent, Uzbekistán  | tvrdý     | Jekatěrina Dzegalevičová | Olga Govorcovová Taťána Pučeková             | 2–6, 7–6(7–1), [8–10] |
| Finalistka | 3. | květen 2010 | Estoril, Portugalsko | antuka    | Aurélie Védyová          | Anabel Medina Garriguesová Sorana Cîrsteaová | 1–6, 5–7              |
| Finalistka | 4. | srpen 2010  | Kodaň, Dánsko        | tvrdý (h) | Taťána Pučeková          | Julia Görgesová Anna-Lena Grönefeldová       | 4–6, 4–6              |
| Vítězka    | 1. | září 2011   | Taškent, Uzbekistán  | tvrdý     | Eleni Daniilidou         | Ljudmyla Kičenoková Nadija Kičenoková        | 6–4, 6–3              |
| Finalistka | 5. | leden 2015  | Hobart, Austrálie    | tvrdý     | Monica Niculescuová      | Kiki Bertensová Johanna Larssonová           | 5–7, 3–6              |
| Finalistka | 6. | srpen 2015  | Baku, Ázerbájdžán    | tvrdý     | Olga Savčuková           | Margarita Gasparjanová Alexandra Panovová    | 3–6, 5–7              |

## Finále série WTA 125
| Legenda                  |
| ------------------------ |
| D – dvouhra; Č – čtyřhra |
| WTA 125 (3–0 D)          |

### Dvouhra: 3 (3–0)
| Stav    | č. | datum         | turnaj                   | povrch      | soupeřka ve finále | výsledek      |
| ------- | -- | ------------- | ------------------------ | ----------- | ------------------ | ------------- |
| Vítězka | 1. | listopad 2014 | Tchaj-pej, Tchaj-wan     | koberec (h) | Čan Jung-žan       | 1–6, 6–2, 6–4 |
| Vítězka | 2. | listopad 2019 | Tchaj-pej, Tchaj-wan (2) | koberec (h) | Tímea Babosová     | 6–3, 6–2      |
| Vítězka | 3. | prosinec 2021 | Angers, Francie          | koberec (h) | Čang Šuaj          | 6–0, 6–4      |